# Michael Sievernich

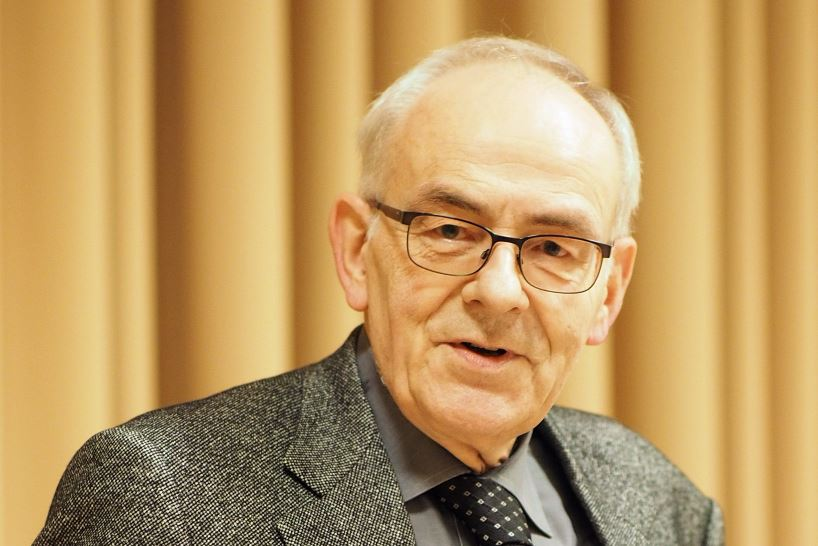
Michael Sievernich (2016)

Michael Sievernich SJ (* 22. Februar 1945 in Arnsburg bei Lich, Hessen) ist ein deutscher Jesuit, römisch-katholischer Theologe und emeritierter Professor für Pastoraltheologie.

## Leben
Nach seinem Abitur in Köln 1965 trat Michael Sievernich als Novize der Gesellschaft Jesu (SJ) bei. 1967 bis 1970 studierte er Philosophie an der jesuitischen Hochschule für Philosophie München mit Abschluss Lic. phil.; es folgte 1973 sein Diplom in katholischer Theologie an der Philosophisch-Theologischen Hochschule Sankt Georgen in Frankfurt am Main. Nach einem kurzen Studienaufenthalt in den USA wurde Sievernich 1973 von Kardinal Hermann Volk zum Priester geweiht. Er schloss ein postgraduales Studium in katholischer Theologie an der Westfälischen Wilhelms-Universität in Münster an. Dort wurde er Mitglied der katholischen Studentenverbindung KDStV Sauerlandia Münster im CV. Sievernich wurde 1982 an der Universität Münster mit der Arbeit Schuld und Sünde in der Theologie der Gegenwart promoviert. Die Arbeit erhielt den Preis der Universität Münster.
Nach einem Studienaufenthalt in Kolumbien habilitierte sich Sievernich an der Hochschule Sankt Georgen in Frankfurt am Main und erhielt die venia legendi für Pastoraltheologie und Religionspädagogik. Ab 1984 war er als Privatdozent tätig und erhielt 1988 einen Ruf als Professor für Pastoraltheologie an der obgenannten Frankfurter Hochschule. Mehrfach hatte er Gastprofessuren in Lateinamerika inne: Buenos Aires (1991, 1993) und Mexiko-Stadt (1995). Von 1996 bis 2000 war er Rektor der Hochschule Sankt Georgen in Frankfurt. 2003 erhielt Michael Sievernich einen Ruf auf den Lehrstuhl für Pastoraltheologie an der Johannes Gutenberg-Universität in Mainz und war von 2006 bis 2008 Dekan der katholisch-theologischen Fakultät. An der Hochschule Sankt Georgen wurde er zum Honorarprofessor ernannt. Er war Mitglied einer der Kommission Weltkirche der Deutschen Bischofskonferenz zugeordneten interdisziplinären Arbeitsgruppe von Wissenschaftlern.
Sievernich war seit 1973 in Nebentätigkeit pastoral engagiert bei Jugendarbeit, Predigt, Exerzitien und geistlicher Begleitung. Von 1977 bis 1981 war er Subregens am Priesterseminar Sankt Georgen in Frankfurt. Er ist Bandphilister der katholischen Studentenverbindung K.D.St.V. Gothia-Würzburg im CV.
Sievernich gehörte zum Kreis der Sprecher der ARD-Sendung Das Wort zum Sonntag.
Sievernich hat zahlreiche Schriften publiziert; bekannt wurden insbesondere seine Auseinandersetzungen mit der Befreiungstheologie. Seine Schwerpunkte in der Forschung sind: Christliche Sozialformen in Geschichte und Gegenwart, Ritual und Sakrament, Urbanität und Pastoral, Inkulturation und interkulturelle Theologie, ignatianische Spiritualität und Seelsorge, Religion in der späten Moderne.
Er war 1986 der Mentor der geplanten, aber schließlich nicht weiterverfolgten Doktorarbeit von Jorge Bergoglio und hat diese Bekanntschaft mit dem heutigen Papst Franziskus auch während einer Gastprofessur in Argentinien Anfang der 1990er Jahre gepflegt. Im Herbst 2015 nahm er als deutschsprachiger Berater an der Bischofssynode über Ehe und Familie im Vatikan teil. 2017 verlieh ihm die Theologische Fakultät der Universität Freiburg die Ehrendoktorwürde.

## Familie
Michael Sievernich ist der Bruder des Filmproduzenten Chris Sievernich sowie des Museumsdirektors Gereon Sievernich.

## Schriften
- Christliche Mission, Europäische Geschichte Online, hrsg. vom Institut für Europäische Geschichte (Mainz), 2011, Zugriff am: 21. Juli 2011.
- Katholische Mission, Europäische Geschichte Online, hrsg. vom Institut für Europäische Geschichte (Mainz), 2011, Zugriff am: 21. Juli 2011.
- Sexualmoral ohne Normen? Matthias-Grünewald-Verlag, Mainz 1972.
- Schuld und Sünde in der Theologie der Gegenwart. 2. Auflage. Knecht, Frankfurt am Main 1983, ISBN 3-7820-0479-5 (Frankfurter Theologische Studien. Band 29).
- Hrsg. mit Klaus Philipp Seif: Schuld und Umkehr in den Weltreligionen. Matthias-Grünewald-Verlag, Mainz 1983, ISBN 3-7867-1034-1.
- Hrsg.: Friedrich Spee. Priester – Poet – Prophet. Knecht, Frankfurt am Main 1986, ISBN 3-7820-0552-X.
- Gott und die Armen. Über die Theologie der Befreiung. Johannes-Verlag, Leutesdorf am Rhein 1986, ISBN 3-7794-0997-6.
- Hrsg.: Impulse der Befreiungstheologie für Europa. Ein Lesebuch. Kaiser, München 1988, ISBN 3-459-01750-3.
- Hrsg. mit Günter Switek: Ignatianisch. Eigenart und Methode der Gesellschaft Jesu. Herder, Freiburg 1991, ISBN 3-451-21842-9.
- Hrsg. mit Arnulf Camps, Andreas Müller, Walter Senner: Conquista und Evangelisation. 500 Jahre Orden in Lateinamerika. Matthias-Grünewald-Verlag, Mainz 1992, ISBN 3-7867-1649-8.
- Gotteslust. Meditative Überraschungen. Herder, Freiburg 1993, ISBN 3-451-23080-1.
- Hrsg. mit Dieter Spelthahn: Fünfhundert Jahre Evangelisierung Lateinamerikas. Geschichte – Kontroversen – Perspektiven. Vervuert, Frankfurt am Main 1995.
- Von der Utopie zur Ethik. Zur Theologie von Gustavo Gutiérrez. In: Raúl Fornet-Betancourt (Hrsg.): Befreiungstheologie. Kritischer Rückblick und Perspektiven für die Zukunft. 3. Band. Matthias-Grünewald-Verlag, Mainz 2007, ISBN 978-3-7867-1975-5, S. 113–125.
- Hrsg. mit Johannes Beckermann: Christen an der Schwelle zum dritten Jahrtausend. Entwicklungen und Perspektiven. Knecht, Frankfurt am Main 2000, ISBN 3-7820-0837-5 (St. Georgener Hochschulschriften. Band 3).
- El papel de los laicos en la iglesia de hoy. Universidad Iberoamericana, León 2004 (Diálogos universitarios. Band 1).
- Die christliche Mission. Geschichte und Gegenwart. Wissenschaftliche Buchgesellschaft, Darmstadt 2009, ISBN 978-3-534-19515-2.
- Hrsg. mit Mariano Delgado: Die großen Metaphern des Zweiten Vatikanischen Konzils. Ihre Bedeutung für heute. Herder, Freiburg 2013, ISBN 978-3-451-34051-2.

als Herausgeber/Übersetzer
- Bartolomé de Las Casas: Kurzgefaßter Bericht von der Verwüstung der Westindischen Länder. Hrsg. von Michael Sievernich. Insel-Verlag, Frankfurt am Main 2006, ISBN 3-458-34862-X.
- Ignatius von Loyola: Bericht des Pilgers. Hrsg., übers. und eingel. von Michael Sievernich, mit Kupferstichen von Peter Paul Rubens und Jean-Baptiste Barbé. Marix-Verlag, Wiesbaden 2006, ISBN 3-86539-075-7.
- Franz Xaver: Briefe und Dokumente 1535–1552. Hrsg. von Michael Sievernich, übers. von Peter Knauer. Verlag Schnell & Steiner, Regensburg 2006, ISBN 3-7954-1875-5 (Jesuitica. Band 12).